# Montipora angulata
Montipora angulata är en korallart som först beskrevs av Jean-Baptiste Lamarck 1816.  Montipora angulata ingår i släktet Montipora och familjen Acroporidae. IUCN kategoriserar arten globalt som sårbar. Inga underarter finns listade i Catalogue of Life.